# The Iron Claw
The Iron Claw is een Brits-Amerikaanse biografische sportfilm uit 2023, geschreven en geregisseerd door Sean Durkin, over de familie Von Erich, een familie van professionele worstelaars.

## Verhaal
De film volgt de zonen van bedrijfseigenaar Fritz Von Erich, een professioneel worstelaar, om het succes te bereiken waarvoor hun vader hen van 1979 tot het begin van de jaren negentig had voorbereid, wat resulteerde in nog meer tragedie.

## Rolverdeling
| Acteur             | Personage       |
| ------------------ | --------------- |
| Zac Efron          | Kevin Von Erich |
| Jeremy Allen White | Kerry Von Erich |
| Harris Dickinson   | David Von Erich |
| Maura Tierney      | Doris Von Erich |
| Stanley Simons     | Mike Von Erich  |
| Michael J. Harney  | Bill Mercer     |
| Holt McCallany     | Fritz Von Erich |
| Lily James         | Pam Adkisson    |
| Maxwell Friedman   | Lance Von Erich |

## Productie

### Ontwikkeling
Sean Durkin had al een lange tijd ambitie om een film te maken gebaseerd op de familie Von Erich omdat hij tijdens zijn jeugd een fan van professioneel worstelen was en bedroefd door de reeks sterfgevallen in de familie Von Erich. In 2015 begon hij met de research voor het eerste scenario van de film. Chris Von Erich, de jongste zoon van de familie, werd niet in het scenario opgenomen omdat, volgens Durkin, "het weer een tragedie was die de film niet echt kon doorstaan". Chris stierf door zelfmoord in 1991, anderhalf jaar voor Kerry Von Erich, en hij was de vierde dode in de familie (na Jack Jr., David en Mike).
In juni 2022 werd aangekondigd dat Zac Efron in de hoofdrol zou spelen en de film geproduceerd en gedistribueerd zou worden door A24, samen met House Productions, met de steun van Access Entertainment en BBC Film. In september werd aangekondigd dat Jeremy Allen White en Harris Dickinson zich zouden aansluiten bij het project om naast Efron de gebroeders Von Erich te spelen. Een maand later werden Holt McCallany en Lily James gecast, en Juliette Howell, Angus Lamont, Maura Tierney, Tessa Ross, Derrin Schlesinger en Harrison Huffman werden bevestigd als producenten. In november werd Maxwell Friedman gecast en later gecrediteerd als uitvoerend producent.

### Filmopnames
De filmopnames begonnen in oktober 2022 in Baton Rouge, Louisiana, en duurden zes weken. In plaats van de worstelscènes in meerdere gemonteerde sequenties te filmen, voerde de cast volledige worstelwedstrijden van een take uit voor een live publiek, in een meubelwinkel die werd omgebouwd tot het Dallas Sportatorium.

## Release en ontvangst
The Iron Claw ging op 8 november 2023 in première in het Texas Theatre in Dallas, enkele uren na het beëindigen van de SAG-AFTRA-staking. De film kreeg overwegend positieve kritieken van de filmcritici, met een score van 89% op Rotten Tomatoes, gebaseerd op 254 beoordelingen.